# Wolfgang Poel
Peter Wolfgang Poel (* 14. Januar 1841 in Itzehoe; † 2. Juli 1926) war ein deutscher Richter, der sich um die Alsterdorfer Anstalten verdient gemacht hat. 

## Leben
Poel wurde als zweiter Sohn von Gustav Poel in Itzehoe geboren. Taufzeugen am 15. März waren Johann Georg Rist (Conferenzrath und Regierungsrath), Charles Hanbury, Hamburg  (Königl. Hannöverscher Ministerresident), und Pieter Poel, Odessa.                 
Wolfgang Poel wuchs in Itzehoe auf und besuchte die Gelehrten-Schule in Plön. Ab 2. Mai 1859 studierte er Jura in Kiel und war aktiv im Corps Holsatia. Seine Ausbildung erhielt er in Schleswig-Holstein-Lauenburg und wurde anschließend Amtsekretär in Itzehoe (Amt Steinburg) und Reinbek. Er war dann königlich preußischer Amtsrichter vom 1. September 1867 bis zum 1. April 1878 in Flensburg, später Kreisgerichtsrat in Altona und seit dem 1. Oktober 1879 Richter am Landgericht in Hamburg, zuletzt Landgerichtsdirektor.
Wolfgang Poel heiratete 1872 Auguste Kossak, in Königsberg i. Pr. Aus der Ehe entstammten 2 Söhne, die beide im Ersten Weltkrieg gefallen sind.
Im Ruhestand nach dem 1. Januar 1905 lebte Wolfgang Poel zunächst bis 19. Mai 1911 auf seinem 1903 erworbenen Landsitz Charlottenhöhe bei Itzehoe, später in Lübeck.  Er zeichnete seine Lebenserinnerungen (Selbsterlebtes) auf, die im Staatsarchiv Hamburg mit einem zugehörigen Register verwahrt werden.
Wolfgang Poel war von 1888 bis 1905 Mitglied des Vorstandes, dann Vorsitzender und schließlich Ehrenmitglied des Vorstandes der „Alsterdorfer Anstalten“ in Hamburg, heute Evangelische Stiftung Alsterdorf.